# Sant Joan de Montanyana
Sant Joan Baptista és una església romànica del segle xii-XIII, situada al municipi de Pont de Montanyana, dins de la Franja de Ponent a la comarca de la Ribagorça, a l'indret de Montanyana. Fou un priorat de l'orde de l'Hospital de Sant Joan de Jerusalem, dependent de la comanda de Siscar.
La seva planta és una nau i absis cilíndric. Disposa d'espadanya de tres ulls sobre la façana oest que conté la portalada principal, si bé també té una altra a la façana sud, probablement l'original.
La portalada de l'oest és de mig punt amb quatre arquivoltes i capitells historiats amb l'extradós sobresortit. Els capitells de les arquivoltes contenen escenes de la vida de Sant Joan Baptista i del naixement i adoració de Crist. A l'arcada interior hi figura gravada una creu de Jerusalem entre motius lunars, símbol de les milícies autores de l'edifici.
Havia tingut dues capelles laterals, actualment eliminades.
A l'interior té unes pintures.
El seu estat és correcte.

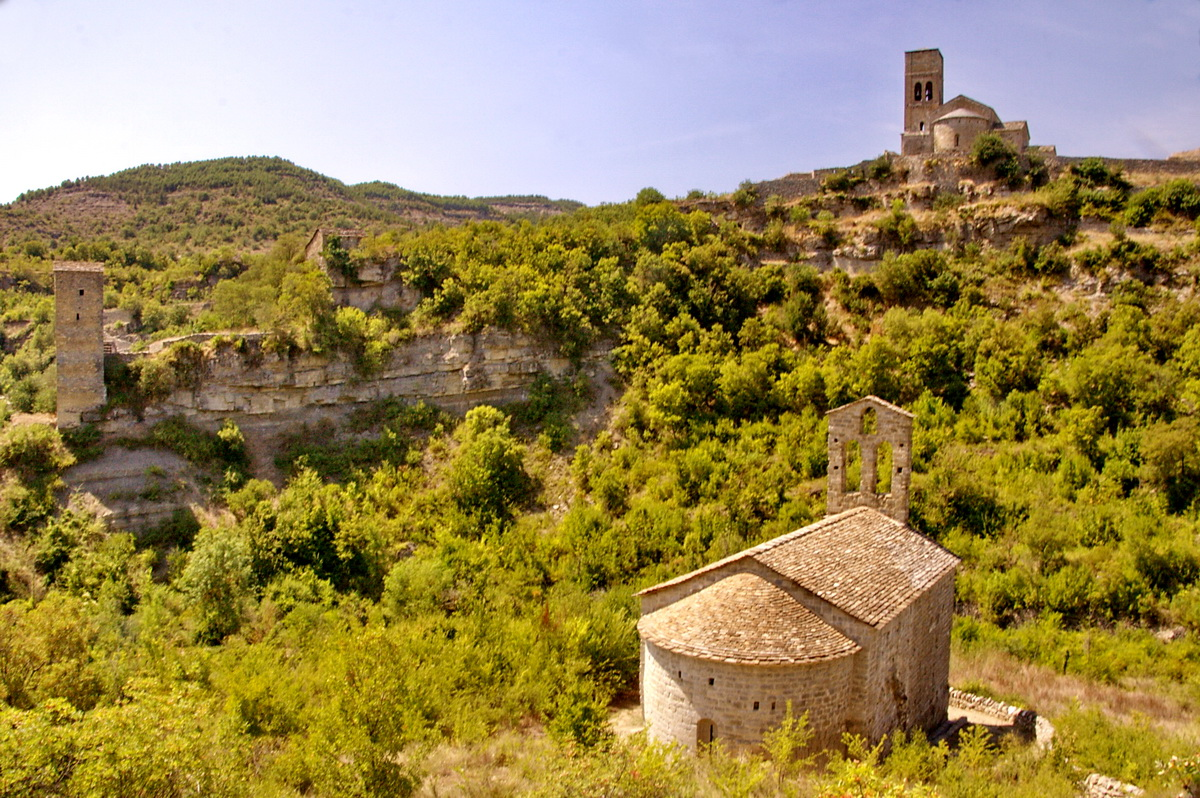
Sant Joan amb la Mare de Déu de Baldós al fons

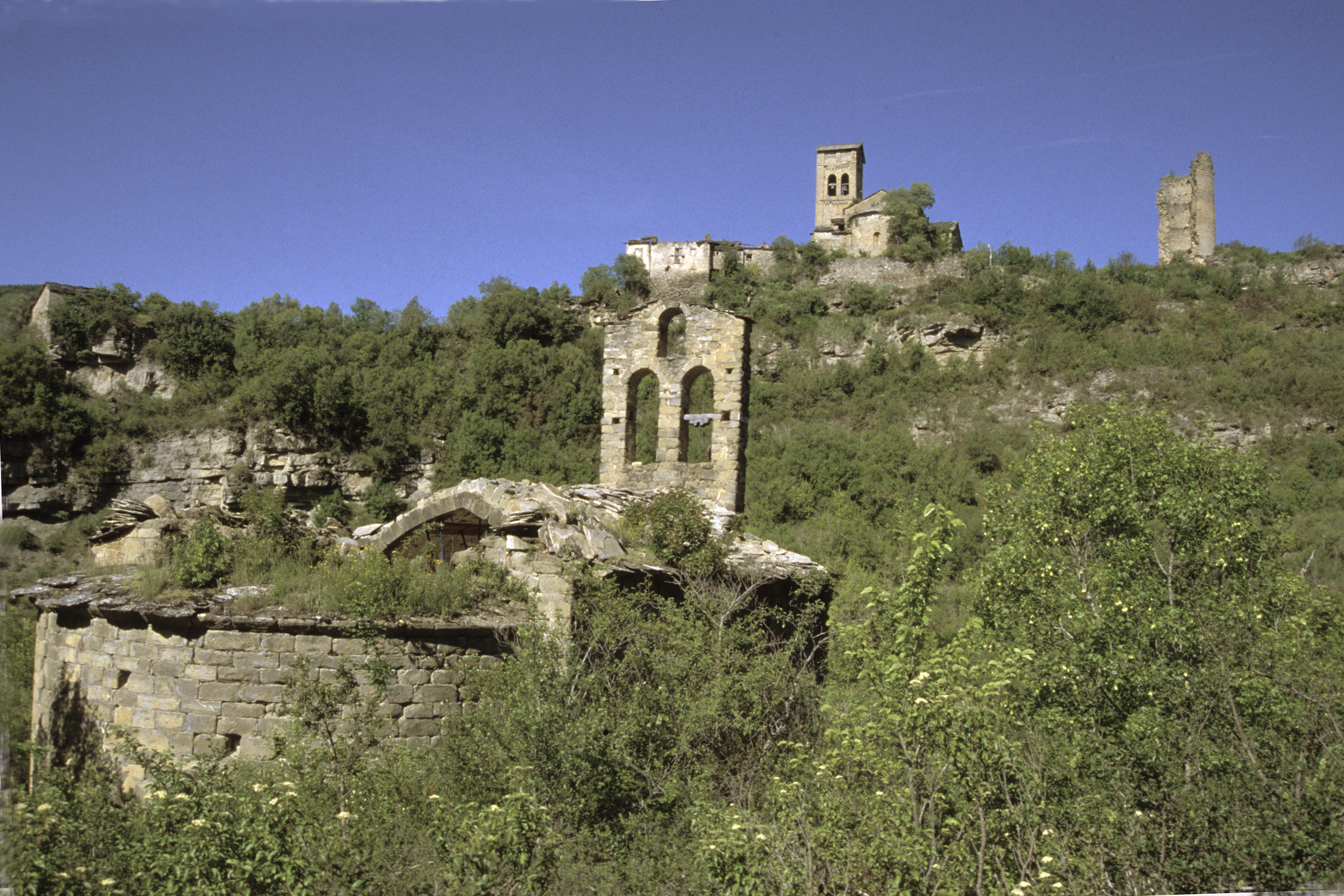
Montanyana, any 2000. A primer terme, l'església de Sant Joan abans de la restauració.

La que fou seu del priorat hospitaler de Sant Joan de Montanyana estava situada a la part baixa de la població, a l'altre costat del torrent. Actualment només en queda l'església de Sant Joan, obra de gran bellesa, sortosament realçada després de la recent restauració. A poca distància, carena amunt, hi ha una torre de guaita, subsidiària del castell i guardiana del priorat.
El temple és un edifici construït tot de carreu, molt ben disposat en aparell isodòmic. Té una sola nau i capçalera semicircular, cobertes amb volta de canó apuntat i quart d'esfera, respectivament. Al sector central, la volta de la nau està reforçada per dos arcs torals. L'arc triomfal i la volta de l'absis. Just abans del santuari, entre l'arc toral i l'arc triomfal, els murs laterals estan penetrats per sengles arcosolis que semblen insinuar un creuer; el del nord és de contorn apuntat i el del sud, de mig punt.
El frontispici de ponent és l'element més destacat de l'edifici, tant per la seva esveltesa i proporcions com per la magnificència dels elements que conté. Perfectament ordenats segons l'eix vertical, es troba primer la porta principal, damunt seu un finestral de punt rodó arquivoltat i, dalt de tot, sobresortint ostensiblement, un campanar de cadireta de dos pisos i tres finestrals. La porta és de mig punt, emmarcada per dues arquivoltes, amb columnes i capitells esculturats que suporten una imposta bellament decorada. Al mur de migdia, vora el peu, hi ha una altra porta, també de punt rodó, resseguida per una arquivolta senzilla.
	El programa iconogràfic de la portalada està inspirat en el de l'església de dalt, Santa Maria de Baldós. Com allí, el fris vegetal de la imposta és a base de tiges de palmeta, a l'esquerra, i de pàmpols de figuera a la dreta. Al primer capitell, començant per l'esquerra, hi ha representat un capellà oficiant amb un llibre al davant, ajudat per dos escolans, l'un porta un ciri i l'altre un encenser. El segon capitell representa una figura indefinida al centre, amb túnica i amb el cap cobert, flanquejada per dos personatges poc clars: el de la dreta té la mà al pit i el de l'esquerra sembla que porti un ase pel morral (per a Iglesias pot representar l'Adoració dels pastors; per a Adell, una rebuscada interpretació d'Adam i Eva treballant, després d'haver estat expulsats del Paradís). A l'escòcia del muntant de la porta hi ha un cap de lleó, molt semblant al que es troba a Santa Maria de Baldós.
	A l'altre costat, l'escòcia del muntant dret de la porta representa sant Joan batejant Jesús i un àngel al costat. Al primer capitell que segueixen hi ha un sacerdot oficiant, en actitud d'orant, i dos escolans; i al segon, una escena que, segons Adell, és el sacrifici d'Isaac, i segons Iglesias, la degollació de sant Joan. La iconografia, sens dubte, és més pròpia de la primera interpretació: un personatge n'agafa un altre pels cabells, mentre d'un núvol del darrere surt un àngel. Un argument que enforteix aquesta interpretació és el fet que a Santa Maria de Baldós està representat també el sacrifici d'Isaac.
	Tant l'arquitectura com l'escultura de l'obra s'inscriuen estilísticament en el romànic de transició i es poden situar a mitjan segle xiii. Probablement Sant Joan va ésser construït poc després de Santa Maria de Baldós, ja que aquella imita Santa Maria en certs aspectes de la iconografia de la portalada. La labor escultòrica de Sant Joan no té la qualitat de la de Santa Maria; això podria fer pensar en deixebles del mestre executor de la portalada de dalt.

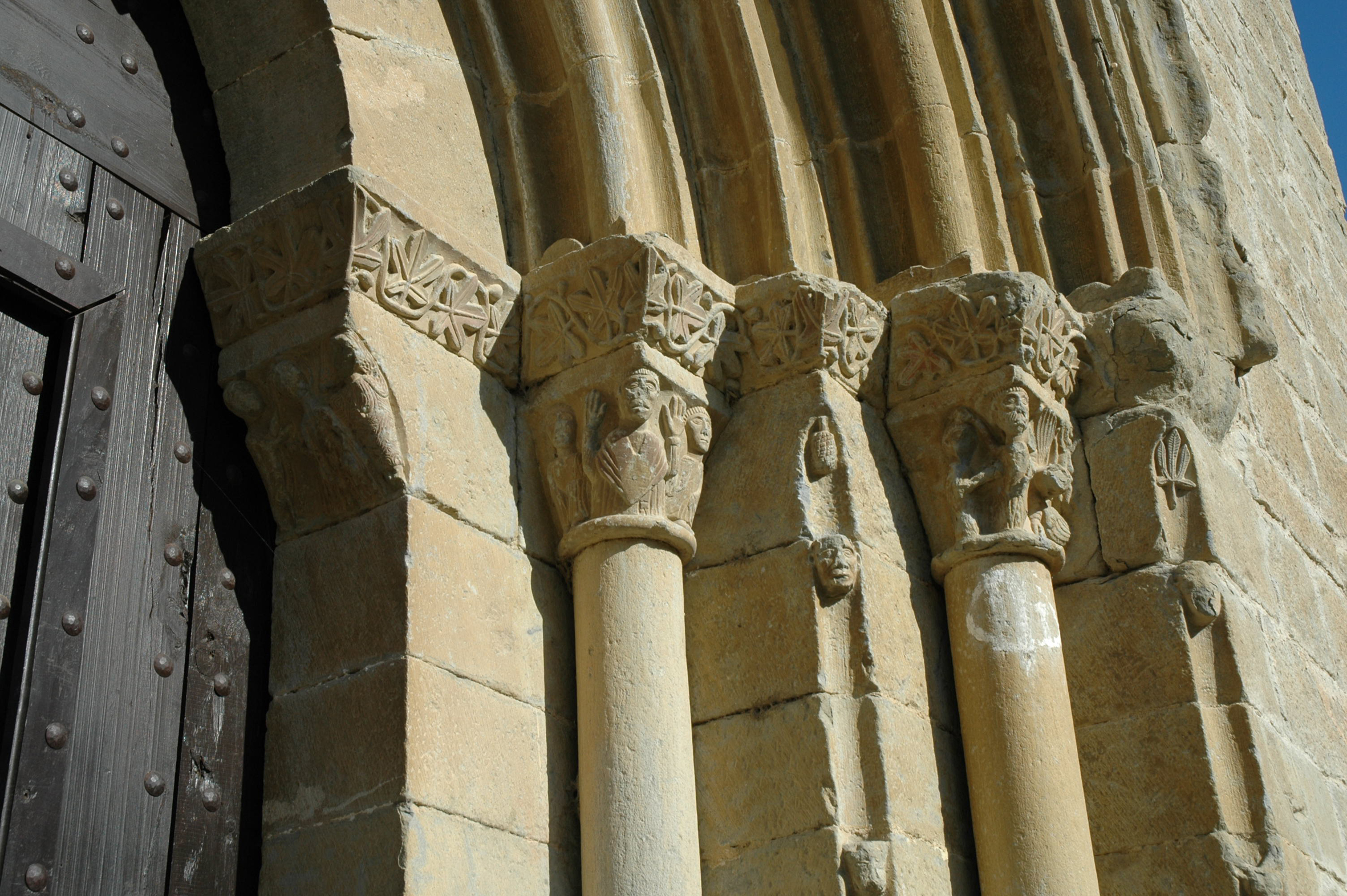
Montanyana, Sant Joan. Fris dret de la portalada, 2006.

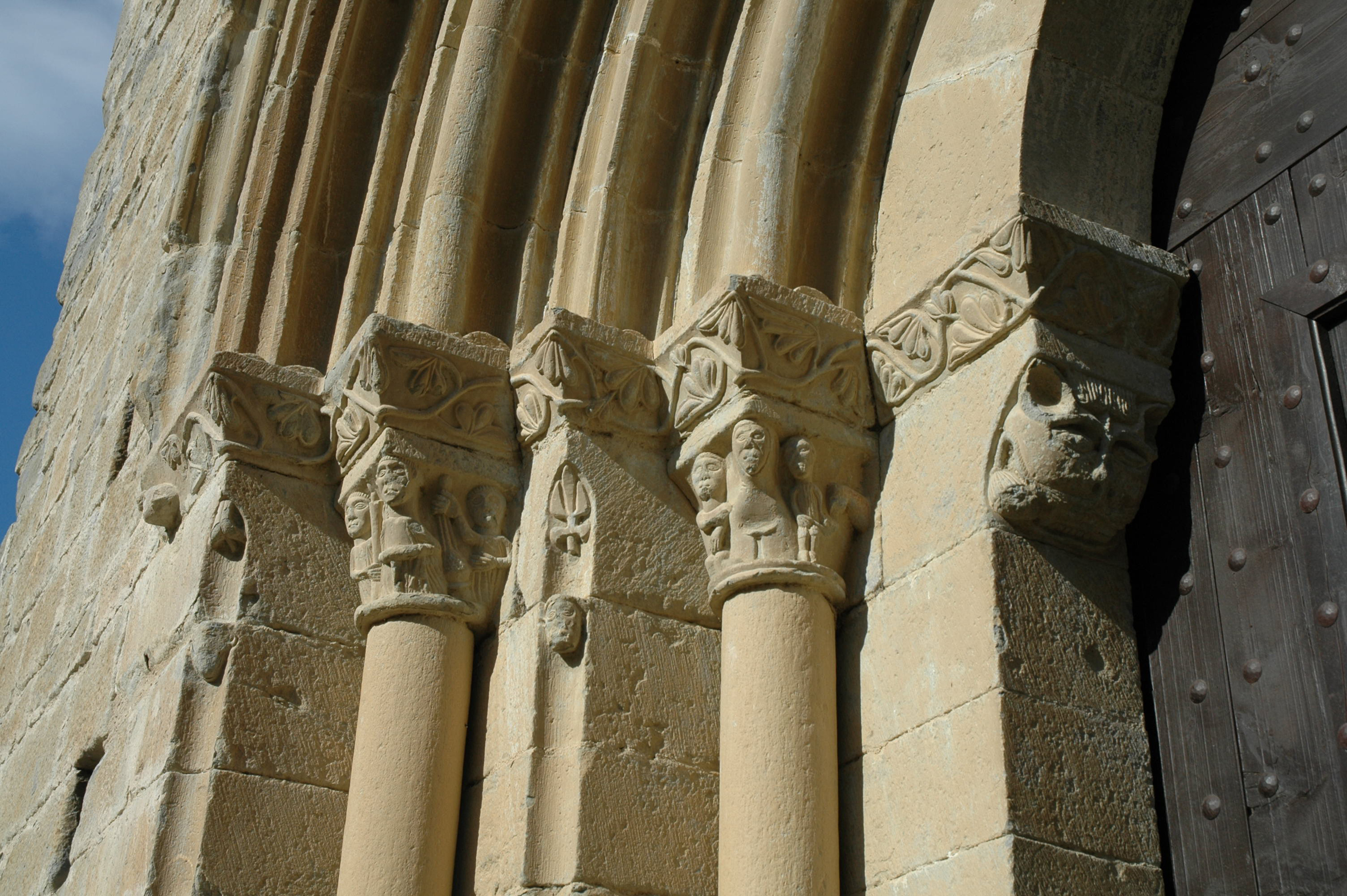
Montanyana, Sant Joan. Fris esquerra de la portalada, 2006.